# （オー）・ナー・ニ・トー・ショーケン・イ・イグナ・ヘンデー
(オー)・ナー・ニ・トー・ショーケン・イ・イグナ・ヘンデー（スウェーデン語: (Åh) När ni tar saken i egna händer）は、2007年にAfter Darkが発表したシングルである。ヘンリック・ヴェクストロームとケント・オルソンによって書かれた。
2007年2月24日にイェブレで開催されたコンテスト「メロディーフェスティバーレン2007」に参加したアフターダークによって歌唱され、第2ラウンドに進出したが、そこで敗退した。
歌詞では、テレビ司会者であるマーティン・ティメル、ティナ・ノルドストリョム、ボッセ・アンデルソン、エルンスト・キルクシュテーガーらが言及されている。メロディーフェスティバーレンでのライブ中、曲の途中でこの司会者たちがPVの画面にも映っており、PV中で曲に合わせて歌ったり踊ったりしていた。
2007年2月28日にシングルとしてリリースされた。3月18日にスヴェンスクトッペンに8位でチャート入りしたが、翌週にはランク外に落ちた。
日本でもよく知られており、日本語の「空耳」歌詞字幕が付けられた動画をYouTubeやニコニコなどの動画共有サイトで見つけることができる。

## 「高らかにオナニー」と歌詞のダブルミーニング
2007年のメロディーフェスティバーレンの模様は、日本の動画サイトでは「高らかにオナニー」の名称で紹介された。
この曲の始め（Åh När ni）は、早く話せば「オナニー」と聞こえてしまう（日本と同じく、スウェーデンでも自慰行為を「オナニー」という → ダブル・ミーニング）上、他の部分も日本人にとっては性的な意味での空耳としても成立しうる。
この歌はスウェーデン語の歌詞にも言葉遊びが多く、自慰行為を思わせる解釈をしてしまいそうな歌詞で満ちている。たとえば、「Tina, hon matar sig lugn. Hon pillar på knappen på sin varmluftsugn, glöm vispar och slevar här finns dip till tusen, använd fingret det gör susen」部分の大意は、「ティナ、彼女は飢えを満たす。彼女は自身のオーブンのボタンに触れる。ホイップ（鞭とも）と玉しゃくしを忘れても、ソースは多量にある、いつでも指を使える」となる。
この歌詞中に登場するティナとは、スウェーデンの料理番組に出演するティナ・ノルドストリョムのことであり、ほかにも歌詞中には日曜大工番組司会者マーティン・ティメル（Martin Timell）や自動車番組司会者ボッセ・アンデルソン（Bosse Andersson）、インテリア番組司会者エルンスト・キルクシュテーガー（Ernst Kirchsteiger）など数々の有名芸能人が登場し、彼ら彼女らが家で料理や車の整備（歌詞中にボルボ・アマゾンが登場する）、また小屋を建てていることを行っているとも、彼らが自宅で自慰行為を行っているともとれるダブルミーニングの歌詞が歌われているが、スウェーデンのタブロイド紙「アフトンブラーデット（Aftonbladet）」によると、名前の使用は全て彼らの承諾を経たものであるという。曲のライブにおいても、彼ら本人がディスプレイに映像で出演している。
歌詞の大意は「テレビの有名人たちもあなたと同じように自慰行為を行っている。あなたも恥ずかしがらず、激しくやってみよう」というような内容である。曲の題名も、『（おお、）あなたたち自身の手でそれを手に入れたとき』とも、『オナニー、自身の手でそれを手に入れる』とも解釈可能である。クリステル・リンダルは、メロディーフェスティバーレン2004のおかげで『ラ・ドルチェ・ヴィタ』が子供らの間で人気が出たことから、この曲も子供の間で人気になり、「バスの中で子供が母親に『お母さん、わたし、あのオナニーって曲が歌いたい』とかしゃべったりすれば面白いだろうと思う」と語っている。しかし一方で、メロディーフェスティバーレンのマネジャーは、この歌は「優雅で知的・上品に」歌われており、歌詞もDIYや「家の改装」に関するものであるという解釈がなされるべきだと語っている。